# Jules Cuénod
 (août 2025).
Si vous disposez d'ouvrages ou d'articles de référence ou si vous connaissez des sites web de qualité traitant du thème abordé ici, merci de compléter l'article en donnant les références utiles à sa vérifiabilité et en les liant à la section « Notes et références ».
 (août 2025).
Motif : manque de sources secondaires centrées
- Archive Wikiwix
- Bing
- Cairn
- DuckDuckGo
- E. Universalis
- Gallica
- Google
- G. Books
- G. News
- G. Scholar
- Persée
- Qwant
- (zh) Baidu
- (ru) Yandex
- (wd) trouver des œuvres sur Wikidata

| 1. | Préciser le motif de la pose du bandeau. | Précisez le motif de la pose du bandeau en utilisant la syntaxe suivante : {{admissibilité à vérifier\|date=août 2025\|motif=remplacez ce texte par le motif}}                    |
| 2. | Informer les utilisateurs concernés.     | Pensez à avertir le créateur de l'article, par exemple, en insérant le code ci-dessous sur sa page de discussion : {{subst:avertissement admissibilité à vérifier\|Jules Cuénod}} |

Pour les articles homonymes, voir Cuénod.
Jules Cuénod, né le 18 octobre 1885 à Vevey et mort le 20 août 1986, est un musicien et compositeur vaudois.

## Biographie
Jules Cuénod fait un apprentissage de banquier à Genève puis un stage à Londres. Pendant ses jeunes années, il séjourne régulièrement à l'étranger à Dresde et Florence notamment, où il étudie la Divine Comédie. Il prend ensuite la succession de son père, soudainement décédé, à la tête de la banque Cuénod-de Gautard.
A Vevey, Jules Cuénod est nommé juge au Tribunal de district, et siège au Conseil communal ainsi qu'au conseil d'administration de diverses sociétés, notamment Nestlé et la Caisse d'épargne du District de Vevey. En 1934, sa banque est rachetée par un établissement plus important. Ce développement lui laisse plus de temps pour ses loisirs, la musique et la composition. Il étudie le violoncelle, le piano et la composition avec Aloÿs Fornerod. Il apprécie particulièrement Igor Stravinsky, Maurice Ravel, Claude Debussy et Jean Françaix.
De 1934 à 1942, Jules Cuénod compose de nombreuses œuvres, de la musique de chambre, des mélodies, des œuvres pour piano et pour chœur. Sa musique est jouée à diverses reprises, soit dans des concerts privés soit à la radio, ou lors de manifestations organisées par la société des musiciens suisses. Quelques enregistrements subsistent, dont le trio pour hautbois, clarinette et basson et des mélodies sur des textes de Paul-Jean Toulet et Francis Carco, ces dernières interprétées par son cousin Hugues Cuénod.
En 1957, Jules Cuénod s'installe à Genève. Il décède le 20 août 1986. Un fonds Jules Cuénod a été créé à la Bibliothèque cantonale et universitaire - Lausanne.

## Sources
- « Jules Cuénod », sur la base de données des personnalités vaudoises sur la plateforme « Patrinum » de la Bibliothèque cantonale et universitaire de Lausanne.